# Sommer Ulrickson
Sommer Ulrickson (* 9. September 1973 in San Diego) ist eine US-amerikanische Choreographin und Regisseurin.

## Leben
Ulrickson wurde in Kalifornien geboren und studierte dort Tanz, Theater und Performance. 
1998 kam sie durch ein Bundeskanzler-Stipendium der Alexander von Humboldt-Stiftung nach Berlin und arbeitet seitdem als Regisseurin und Choreographin.
1999 war sie Mitbegründerin der wee dance company und arbeitete unter anderem mit Johann Kresnik an der Volksbühne. 
Sie schuf zahlreiche eigene Choreographien und Theaterproduktionen wie Writer’s Block anlässlich des 66. Jahrestages der Bücherverbrennung auf dem Bebelplatz und im jüdischen Museum.
Die Sophiensaele präsentierten ihre Stücke Remains, Ich dich auch, Jerusalem Syndrom, Creatures of Habit und 2012 Fear in Search of a Reason. 
In den Freien Kammerspielen Magdeburg entwickelte sie mit dem Schauspielensemble Eine Amerikanische Nacht. Am Deutschen Theater Berlin inszenierte sie, basierend auf Tschechows Drei Schwestern, Yes Yes to Moscow. 
In Kalifornien entstand gemeinsam mit dem israelischen Komponisten Amos Elkana die Hamlet-Bearbeitung After Hamlet, die vom Auswärtigen Amt in Berlin (Temporäre Kunsthalle) gezeigt wurde. 
Zusammen mit dem Komponisten Moritz Gagern entwickelte sie Lovesick für die Neuköllner Oper. Auch für das Globe-Theater der Freilichtspiele Schwäbisch Hall erarbeitete sie zusammen mit Gagern die Produktion Kurs:Liebe. 
2012 choreographierte sie Helmut Lachenmanns Mädchen mit den Schwefelhölzern für die Spielzeiteröffnung der Deutschen Oper Berlin. 
Das von Ulrickson zusammen mit dem Neurologen Giovanni Frazzetto entwickelte Stück NeverMind wird nach seiner durch die Schering Stiftung geförderten Berliner Uraufführung in verschiedenen deutschen Städten gezeigt.
2019 hat sie gemeinsam mit dem Cellisten Alban Gerhardt, der Violinistin Gergana Gergova, dem Bildhauer Alexander Polzin und dem Tänzer Dan Pelleg das Stück „Love in fragments“, das visuelle Kunst, Musik und Tanz vereint, im Kulturzentrum 92Y in New York uraufgeführt.

## Inszenierungen (Auswahl)
- 2002: Remains (Sophiensaele, Berlin)
- 2003: Jerusalem Syndrom (Sophiensaele, Berlin)
- 2004: Creatures of Habit (Sophiensaele, Berlin)
- 2007: Yes yes to Moscow (Deutsches Theater Berlin)
- 2008: „Foreign Bodies“ (University of California, Santa Cruz)
- 2009: After Hamlet – eine Tanzmusiktheaterproduktion mit  Amos Elkana in Santa Cruz, Kalifornien, mit freundlicher Unterstützung des Goethe-Instituts.
- 2010: Kurs:Liebe (Freilichtspiele Schwäbisch Hall), Musik: Moritz Gagern
- 2010: Lovesick (Neuköllner Oper), Musik: Moritz Gagern
- 2012: Never Mind in (Sophiensaele, Berlin)